# Scarabaeus devotus
Scarabaeus devotus là một loài bọ cánh cứng trong họ Bọ hung (Scarabaeidae).